# Wolfterode
Wolfterode ist der nördlichste und kleinste Ortsteil der Gemeinde Meißner im nordhessischen Werra-Meißner-Kreis.

## Geographische Lage
Das Dorf liegt im Vorland des Hohen Meißners am Zusammenfluss von Hollenbach und Ziegenbach.

## Geschichte
Wolfterode entstand durch eine Rodung im 10. Jahrhundert. Erstmals erwähnt wurde das Dorf im Jahre 1195 als "curtis" (Guts-/ Fronhof), im Jahr 1277 als "villa" (Dorf). Die Kirche wurde 1334 erbaut und steht in der Ortsmitte. 1901 wurde sie mit Hilfe von Gustav Schönermark restauriert. In ihr befinden sich vorreformatorische Wand- und Deckengemälde.
Am 1. Januar 1974 wurde im Zuge der Gebietsreform in Hessen kraft Landesgesetz die bis dahin selbständige Gemeinde Wolfterode in die benachbarte Großgemeinde Meißner eingegliedert.

## Politik
Ortsvorsteher ist Jan Eberhardt (Parteilos). Stand Dezember 2020

## Kultur und Sehenswürdigkeiten

### Kirche und Anger

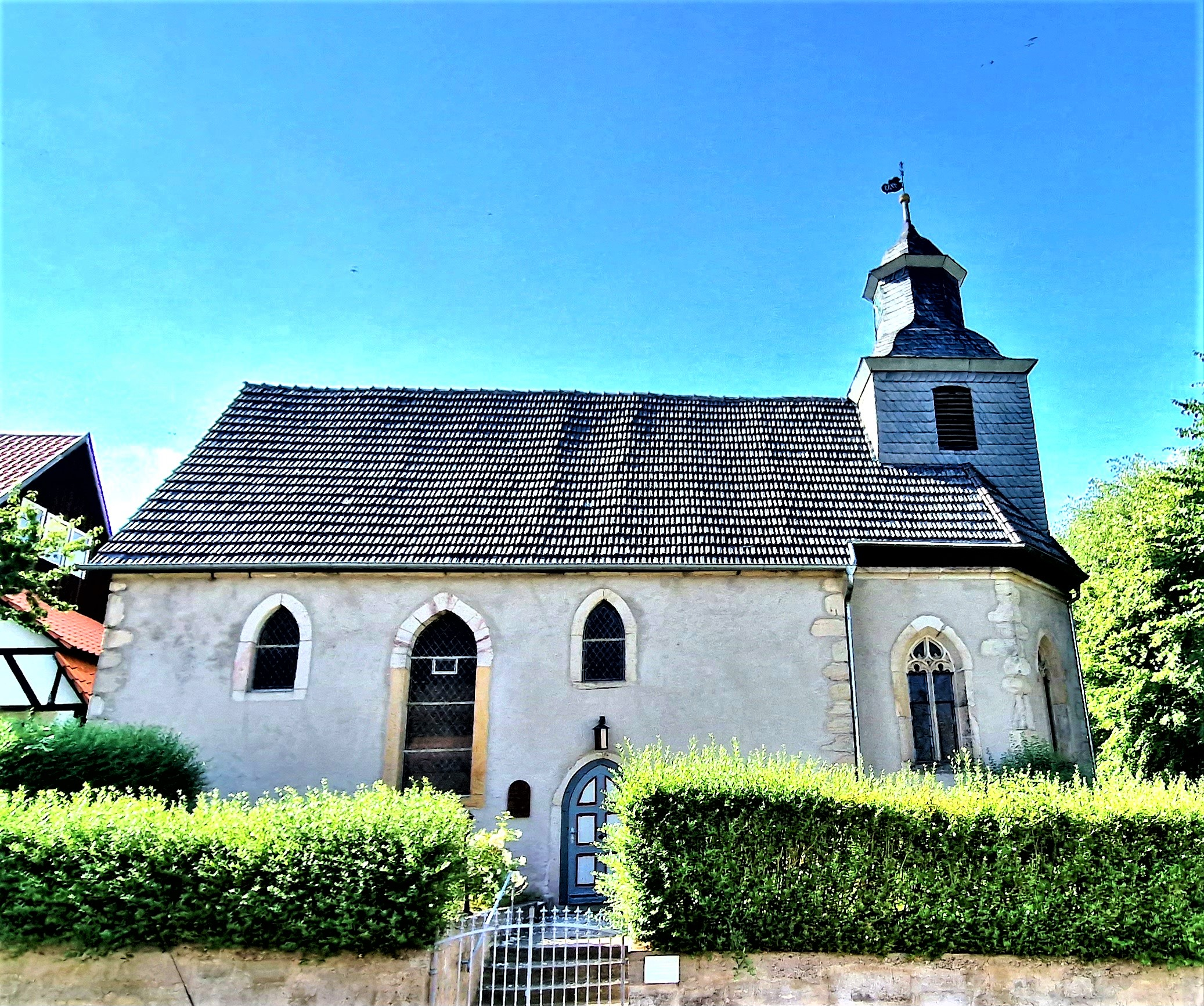
Die evangelische Pfarrkirche Bergstraße

Die erste urkundliche Erwähnung der evangelischen Pfarrkirche von Wolfterode datiert in das Jahr 1334. Der dreiseitige geschlossene Chor  wurde in 1515 geweiht. Das Innere der Kirche überrascht mit einem reichen Sternengewölbe und figürlichen Schlusssteinen, die Szenen der Johannesapokalypse thematisieren. Als Ausstattungsstücke sind die Skulpturen der Landgräfin Anna von Hessen und ihres Sohnes ebenso erwähnenswert wie der gotische Taufstein und die Altarmensa. Unterhalb der Kirche befindet sich der ummauerte Anger mit einem erhaltenen Steintisch von der früheren Gerichtsstätte. Neben der in 1936 als Naturdenkmal ausgewiesenen Linde stehen noch weitere Einfassungslinden auf dem Platz. Wegen ihrer künstlerischen, geschichtlichen und städtebaulichen Bedeutung ist das gesamte Ensemble denkmalgeschützt.

### Naturdenkmal
Mühlstein (Wolfterode)

## Infrastruktur
- In Wolfterode gibt es ein Dorfgemeinschaftshaus.
- Das Anrufsammeltaxi der Linie 229 des Nordhessischen Verkehrsverbundes fährt durch den Ort.
- Der Jugendraum Wolfterode ist der älteste im Werra-Meißner-Kreis und wurde im Jahr 1982 gegründet